# Dicranomyia obscura
Dicranomyia obscura är en tvåvingeart som beskrevs av Frederick Askew Skuse 1890. Dicranomyia obscura ingår i släktet Dicranomyia och familjen småharkrankar. Inga underarter finns listade i Catalogue of Life.